# Andros (Bahamas)
Andros es el nombre que recibe el conjunto de islas más grande del archipiélago de las Bahamas; Andros del norte cuenta con una superficie de 3,439 km² y Andros del Sur 1,448 km² (alrededor del 72 % del total del país) con una población de 7686 habitantes (2000).

## Geografía

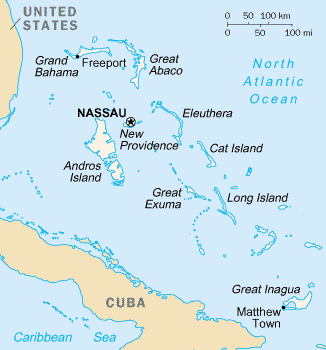
Mapa de Bahamas.

Andros es, por mucho, la más grande de las islas Bahamas, cubriendo cerca de 160 km (100 millas) de norte a sur y aproximadamente 72 km (45 millas) de este a oeste; su superficie es de 3439 km², siendo la sexta isla más grande del Mar Caribe (después de Cuba, La Española, Jamaica, Puerto Rico y Trinidad) y la 153 del mundo. Su costa oriental posee el tercer arrecife de coral más grande del mundo.
Andros limita al este con una estrecha fosa marina del Océano Atlántico de más de 1800 m (6000 pies) de profundidad.

## Vida marina
La barrera de coral y la Lengua del Océano (en inglés: Tongue of The Ocean), junto a los manglares, pozas de marea y estuarios, proporcionan hábitats para la cría y cultivo de una amplia variedad de joven vida marina. Andros goza de una gran variedad de ecosistemas en las cercanías de la costa y en tierra firme que podrían considerarse únicos en la Tierra: las mareas internas y los agujeros azules del océano, sus llanuras de mareas, estuarios, manglares, la eco-zona pelágica con una caída de 2000 metros a tan sólo kilómetro y medio de la costa, la tercera barrera de coral más grande del mundo, y los enormes acuíferos de agua dulce. La biósfera marina se alimenta por la rebosante vida en los pantanos de los manglares y estuarios en tierra firme, y en la aflorante agua fresca de la Lengua del Océano, dando lugar a una diversidad de vida marina.
Las ballenas jorobadas, las cuales son encontradas en todos los océanos del mundo, siguen una regular ruta de migración, veranean en aguas templadas y polares para su alimentación, y pasando el invierno en aguas tropicales para aparearse y parir.  Era común ver a estas jorobadas en la Lengua del Océano de Andros, y aún son vistas con menos frecuencia. Las Ballenas Piloto también pueden ser vistas en costa afuera de Andros.
Dentro de la Barrera de Coral de Andros, se pueden encontrar los corales cuerno de ciervo, cuerno de alce y otros en sus aguas poco someras a unos 3-6 m de profundidad. Más allá de los corales poco profundos se encuentran pequeños cayos e islotes, desde los cuales comienza a profundizarse gradualmente el fondo del mar, hasta que a una profundidad de entre 20 y 40 metros llega "La Pared", con su caída de 2000 metros al abismo de la Lengua del océano.
Cuatro especies de tortugas pueden hallarse en las aguas de Andros: la tortuga boba, tortuga verde, tortuga carey, y rara vez la tortuga laúd.